# Karl Richard Lepsius

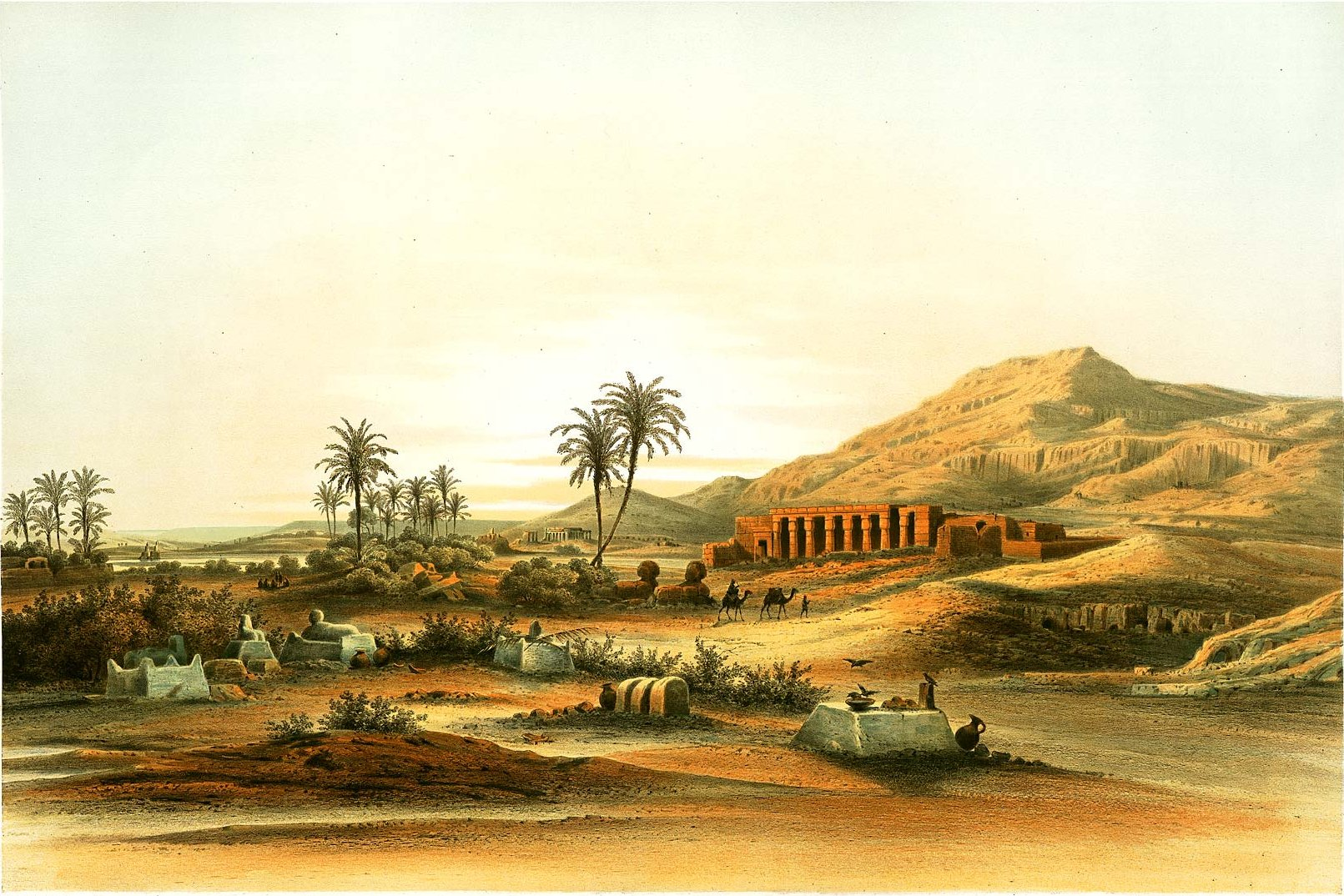
Temple mortuori de Seti I (al-Qurna), necròpolis tebana. Dibuix de Lepsius

Karl Richard Lepsius (Naumburg an der Saale, Saxònia-Anhalt, 1810 - Berlín, 1884), lingüista i bibliotecari prussià, fou a més un dels primers egiptòlegs i també va ser un dels primers a marcar les directrius i la metodologia d'aquesta ciència. Va estudiar des de jove l'obra de Jean-François Champollion per aprendre els jeroglífics i va visitar diverses importants col·leccions europees d'objectes egipcis. Va estudiar arqueologia grega i romana a Leipzig (1828-30), Göttingen (1830-32) i Berlín (1832-1833).
Sabedor de l'interès d'Ippolito Rosellini per realitzar una expedició científica a Egipte i Núbia, similar a l'enviada per Napoleó anys enrere, va obtenir una beca per traslladar-se a Itàlia, i per mediació de l'explorador i naturalista Alexander von Humboldt, i el químic Robert Bunsen, el llavors rei de Prússia, Frederic Guillem IV, el va nomenar comissionat per a l'expedició. Partí cap a Egipte per primer cop al novembre de 1842.
Amb la total conformitat del paixà egipci, Muhàmmad Alí, l'expedició va excavar i va estudiar les piràmides de Guiza, Abusir, Saqqara i Dashur. Va descobrir 67 piràmides i més de 130 tombes de nobles. El 1843, va anar a el Faium, on va trobar les restes del laberint i la piràmide d'Amenemhet III; va excavar a Beni Hasan i a Deir al-Bersha, i va visitar Tebes. D'allí va passar a Núbia i va aprofitar per a fer un estudi de les llengües regionals. Després va tornar a Luxor i va passar 4 mesos a Qurna, on va trobar nombroses tombes; després va explorar Karnak. Finalment se'n va anar al Sinaí. Al delta, va explorar Tanis. Després, va deixar Egipte i va tornar a Europa per Beirut, Damasc, Baalbek i Istanbul, i va arribar a Trieste el gener de 1846. En les seves excavacions, Lepsius va destruir algun monument (una columna de la tomba de Seti I, dinamitada per poder-la prendre, entre altres objectes).
A la seva tornada a Europa, i després de casar-se amb Elisabeth Klein, va ser nomenat professor titular d'egiptologia a la Universitat de Berlín el 1846, codirector i conservador d'antiguitats egípcies de l'Ägyptisches Museum und Papyrussammlung el 1855, i director el 1865, després de la mort de Giuseppe Passalacqua. Els seus treballs i els dels seus col·laboradors foren publicats dins l'obra Denkmaeler aus Aegypten und Aethiopien (1849-1858), una sèrie de 12 volums dels quals 5 eren texts i la resta làmines.
Després del nomenament, va tornar a Egipte (1866) i va explorar el delta del Nil i va trobar el decret de Canop, un document en grec i demòtic que es pot comparar amb la pedra de Rosetta. Després va tornar a Europa. La col·lecció egípcia del Museu de Berlín està formada per unes 15.000 peces, moltes provinents de les expedicions de Lepsius.
Entre 1867 i 1880, va ser nomenat director del *Deutsches Archaölogisches Institut a Roma, cap de la Biblioteca Reial de Berlín, i redactor en cap de la prestigiosa revista alemanya * Zeitschrift für Ägyptische Sprache und Altertumskunde, en la qual tindria ocasió de plasmar els primers caràcters tipogràfics d'escriptura jeroglífica que mai abans s'havien dur a terme en cap publicació. Com a lingüista, també va ser coneixedor de llengües africanes, i dels seus coneixements de la llengua *nubiana va publicar * Nubische Grammatik. Mit einer Einleitung über die Völker und Sprachen Afrika’s. De fet, a ell se li deu cert alfabet amb el qual transcriure diversos idiomes africans.
El 1869, va visitar Egipte per tercera i darrera vegada, per assistir a l'obertura del canal de Suez.
Va publicar diversos llibres i entre aquests "el llibre dels morts", al qual va donar aquest nom, que s'ha consolidat.
Lepsius morí el 10 de juliol de 1884 a Berlín a l'edat de 73 anys, i el seu cos fou enterrat en la cripta d'honor del cementiri de la catedral Evangèlica de Berlín.

## Treballs i publicacions
- 1842. Das Todtenbuch der Ägypten nach dem hieroglyphischen Papyrus in Turin mit einem Vorworte zum ersten Male Herausgegeben. Leipzig: G. Wigand. (Reprinted Osnabrück: Otto Zeller Verlag, 1969)
- 1849. Denkmaeler aus Aegypten und Aethiopien nach den Zeichnungen der von Seiner Majestät dem Koenige von Preussen, Friedrich Wilhelm IV., nach diesen Ländern gesendeten, und in den Jahren 1842–1845 ausgeführten wissenschaftlichen Expedition auf Befehl Seiner Majestät. 13 vols. Berlin: Nicolaische Buchhandlung. (Reprinted Genève: Éditions de Belles-Lettres, 1972)
- 1852. Briefe aus Aegypten, Aethiopien und der Halbinsel des Sinai: Geschrieben in den Jahren 1842–1845 während der auf Befehl Sr. Majestät des Königs Friedrich Wilhelm IV. von Preußen ausgeführten wissenschaftlichen Expedition. Berlin: Verlag von Wilhelm Hertz
- 1855. Das allgemeine linguistische Alphabet: Grundsätze der Übertragung fremder Schriftsysteme und bisher noch ungeschriebener Sprachen in europäische Buchstaben. Berlin: Verlag von Wilhelm Hertz
- 1880. Nubische Grammatik mit einer Einleitung über die Völker und Sprachen Afrika's. Berlin: Verlag von Wilhelm Hertz